# Мэконки, Элизабет

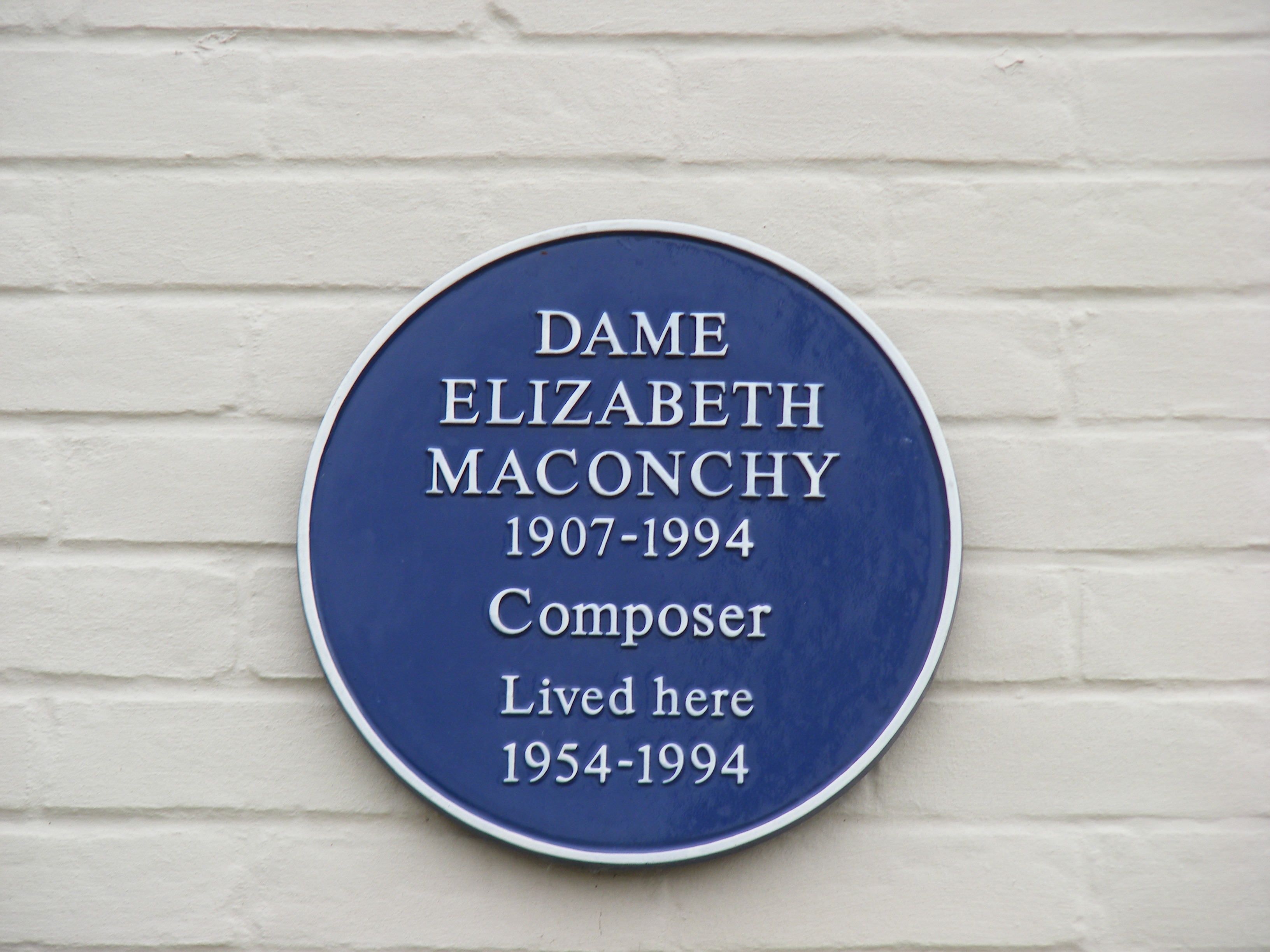
Мемориальная доска на родине Элизабет Мэконки

Элизабет Мэконки (19 марта 1907[…], Броксборн, Хартфордшир — 11 ноября 1994[…], Норидж, Восточная Англия) — английский композитор.
Первая женщина — президент Гильдии (Союза) композиторов Великобритании (с 1959).

## Биография
Ирландского происхождения. Росла в Англии и Ирландии.
С 16-летнего возраста обучалась в Королевском колледже музыки в Лондоне под руководством Чарльза Вуда и Ральфа Воан-Уильямса.
В 1932 году, заболев туберкулёзом, переехала жить из Лондона в Кент.
С 1959 года возглавляла Союз композиторов Великобритании. В 1960 году посетила СССР.

## Творчество
Среди музыкальных сочинений Э. Мэконки выделяются 5-й и 9-й струнные квартеты, пьеса для гобоя, кларнета, альта и арфы «Отражения» (1960), квинтет для кларнета и струнных (1963).
Э. Мэконки — автор нескольких опер, кантаты «Голос города» (посвящённая защитникам Сталинграда, 1943); симфонии (1953); пьес для оркестра и для различных инструментов; хоров; песен на слова английских поэтов и др.

## Избранные сочинения
Струнные квартеты
- Струнный квартет № 1 (1932/33)
- Струнный квартет № 2 (1936)
- Струнный квартет № 3 (1938)
- Струнный квартет № 4 (1942/43)
- Струнный квартет № 5 (1948)
- Струнный квартет № 6 (1950)
- Струнный квартет № 7 (1955)
- Струнный квартет № 8 (1967)
- Струнный квартет № 9 (1968)
- Струнный квартет № 10 (1972)
- Струнный квартет № 11 (1976)
- Струнный квартет № 12 (1979)
- Струнный квартет № 13 "Quartetto Corto" (1982-83)

Симфонические произведения
- "Сюита" (ми минор) для струнного оркестра (1924)
- "Фантазия" для флейты, арфы и струнного оркестра (1926)
- "Элегия" для флейты, валторны и струнного оркестра (1926)
- "Детская фантазия" для оркестра (1927-28)
- "Тема и вариации" для оркестра (1928)
- "Земля" — симфоническая сюита для оркестра (1929)
- Оркестровая симфония (№ 1) (1929-30)
- "Сюита" для камерного оркестра (1930)
- "Комедия" — увертюра для оркестра (1932-33)
- "Вариации на известную тему" для оркестра (1942)
- "Тема и вариации" для струнного оркестра (1942-43)
- "Сюита из балета «Puck Fair»" для оркестра (1943)
- Оркестровая симфония (№ 2) (1945-48)
- "Ноктюрн" для оркестра (1950-51)
- "Гордая Темза" — увертюра для коронации (1952-53)
- "Сюита на ирландскую тему" для небольшого оркестра (1953/54)
- "Сюита на ирландскую тему" для полного оркестра (1955)
- «A Country Town» — 6 коротких пьес для оркестра (ок. 1956)
- "Музыка" для медных духовых музыкальных инструментов (1965-66)
- "Эссекс" — увертюра для оркестра (1966)
- "Sinfonietta" для оркестра (1976)

Концертные работы
- "Анданте и Аллегро" для флейты и струнного оркестра (1926-27)
- Концертино (№ 1) для фортепиано и камерного оркестра (1928, 1929-30)
- Концерт для альта (1937)
- Концертино (№ 1) для кларнета и струнного оркестра (1945)
- Концертино (№ 2) для фортепиано и струнного оркестра (1949)
- Концертино для фагота и струнного оркестра (1952)
- Концерт для гобоя, фагота и струнного оркестра (1955-56)
- "Сюита" для гобоя и струнного оркестра (1955-56)
- Концерт «Серената» для скрипки с оркестром (1962)
- "Variazioni concertante" для гобоя, кларнета, фагота, валторны и струнного оркестра (1964-65)
- "Эпиллион" для виолончели соло и 15 струнных (1973-75)
- "Романс" для альта, квинтета деревянных духовых инструментов и струнного квинтета (1979)
- Концертино (№ 2) для кларнета и небольшого оркестра (1984)

## Награды
- Командор Ордена Британской империи (1977)
- Дама-командор Ордена Британской империи (1987)
- Медаль Коббета (1960)